# Peter Agre
Peter Agre (Northfield (Minnesota), 30 januari 1949) is een Amerikaans medicus, professor en moleculair bioloog. In 2003 ontving hij samen met Roderick MacKinnon de Nobelprijs voor de Scheikunde voor hun ontdekkingen op het gebied van kanalen in celmembranen.

## Biografie
Agre is de zoon van de scheikundige Courtland Agre en Ellen Swedberg, beide van Scandinavische afkomst. Na de Theodore Roosevelt High School in Minneapolis ging hij in 1967 studeren aan de Universiteit van Minnesota en het Augsberg College alwaar hij in 1970 zijn bachelordiploma verkreeg. Zijn medische mastergraad (M.D.) behaalde hij in 1974 aan de Johns Hopkins-universiteit. Na een jaar postdoc farmacologie aan Johns Hopkins en een drie jaar arts-assistent aan de Case Western Reserve Universiteit werd hij in 1978 docent hematologie en oncologie aan de Universiteit van North Carolina te Chapel Hill.
In 1981 keerde hij terug naar Johns Hopkins waar hij docent biochemie werd en in 1993 werd hij er benoemd tot hoogleraar. Sinds 2005 is hij tevens als hoogleraar celbiologie verbonden aan de Duke University.

## Werk
In 2003 ontving Agre de Nobelprijs voor de Scheikunde voor zijn ontdekking in 1991 van aquaporines (waterporiën), eiwitten die aanwezig zijn in celmembranen. Deze aquaporines vormen een kanaaltje in de celwand voor het transport van water. Doordat de eiwitten positief geladen zijn laten ze wel watermoleculen door maar ionen, zoals oxonium-ionen (H3O+), worden tegengehouden. Zijn ontdekking leidde tot nieuwe inzichten in de geneeskunde en de ontwikkeling van nieuwe medicijnen.